# کاد مراد
کاد مِراد (فرانسوی: Kad Merad‎؛ عربی: قدور ميراد) زاده ۲۷ مارس ۱۹۶۴ در شهر سیدی بلعباس الجزایر، هنرپیشه، کارگردان فرانسوی الجزایری است.
او تاکنون در بیش از ۸۵  فیلم از جمله فیلم‌های به استیکز خوش آمدید، ایزنوگود و هم‌سرایان بازی کرده‌است.